# 東ふき
東 ふき（あずま ふき、1976年（昭和51年）4月17日 - ）は、日本のリポーター。

## 来歴
東京都千代田区出身。法政大学文学部卒業後の1999年4月、フジテレビ系列仙台放送に入社。
学生時代には東京六大学野球のウグイス嬢を務める。2003年には宮城県の上高森遺跡において発覚した、旧石器捏造事件の取材経験を竹岡俊樹の著書に寄稿している。
2007年1月から2010年5月まで仙台放送スーパーニュースのフィールドキャスターを担当し、2010年5月末付で仙台放送を退社。
同年6月にテレビ朝日『報道ステーション』のディレクターとして移籍。2013年4月よりフリーとなり、テレビ朝日『ワイドスクランブル』のリポーターを経て、現在、日本テレビ系列読売テレビ『情報ライブ ミヤネ屋』で活動中。
メリディアンプロモーション所属。

## 人物
身長157cm、血液型A型。
朝日放送テレビのアナウンサーである加藤明子、元テレビ朝日社会部記者で現東京都議会議員龍円愛梨とは法大自主マスコミ講座の同期。
雑誌クロワッサンのインタビューにて、実家は祖父母の代から神田で営む金物問屋だと答えている。
2019年5月　一般男性と結婚。

## 出演番組

### 現在
- 情報ライブ ミヤネ屋（読売テレビ制作・日本テレビ系列、2018年10月8日 - ）

### 過去
- ワイド!スクランブル（テレビ朝日、2013年4月 - 2018年9月）

#### 仙台放送時代
- 仙台放送スーパーニュース（1999年4月 - 2010年5月）
- 新報道プレミアA（フジテレビ・関西テレビ共同制作）
- FNNスピーク
- FNN報道特番
- FNNプロジェクト2005

など

#### テレビ朝日時代
- 報道ステーション（2010年6月3日 - 2013年3月29日）